# Хело Кити
Хело Кити (енгл. Hello Kitty, транслит. ハローキティ) јапански је измишљени лик. Дело је дизајнерке Јуко Шимизу, а све у вези са њом производи Санрио. Њено пуно име је Кити Вајт (енгл. Kitty White, транслит. キティ・ホワイト), а рођена је 1. новембра.
Кити је бела мачкица с црвеном машницом. Осмишљена је по узору на јапанску бобтејл мачку. Као животиња са особинама човека, она је антропоморфни лик. Први пут се појавила 1974. на јапанском новчанику, прецизније винилној торбици за кованице. До 1976, новчаници су се у оквиру кавај поп културе продавали и у САД.
Хело Кити је франшиза позната широм света. У почетку, она је била намењена преадолесцентним девојчицама (отприлике од десет до тринаест година), док данас циљну групу чини већина становништва. Њен лик може се видети на разним производима, укључујући школски прибор, тостере, телевизоре и одевне предмете. Произведено је неколико дечјих телевизијских серијала у продукцији Санрија, а са Кити као главним ликом. У Јапану постоје и два тематска парка „Хело Кити“ — Хармониланд и Санрио пјуроланд. Компанија помоћу ове франшизе зарађује пет милијарди америчких долара годишње.